# Гуайния
Гуайнѝя (на испански: Guainía) е един от тридесет и двата департамента на южноамериканската държава Колумбия. Намира се в източната част на страната, където граничи с Венецуела и Бразилия. Департаментът е с население от 50 636 жители (към 30 юни 2020 г.) и обща площ от 71 289 км². В департамент Гуайния има 1 община, столица на департамента е град Инирида.